# Ponte di Porta Napoli
A Ponte di Porta Napoli egy tarantói kőhíd, mely az óvárost (Città Vecchia) köti össze az északnyugati városrészekkel. A mai, 115 m hosszú hidat 1883-ban építették, miután elődjét, egy 10. századi hidat az árvizek lerombolták. Az eredeti híd óváros felőli végét megerősítették a Torre di Raimondello (más néven Cittadella) megépítésével. Ennek romjai ma is láthatók. A hídon haladt át a pályaudvart az óvárossal összekötő villamosvonal. Mivel alacsony építésű, a híd alatt csak kisméretű uszályok és csónakok közlekedhetnek.